# Stazione di Bordighera
La stazione di Bordighera è una stazione ferroviaria posta sulla ferrovia Genova-Ventimiglia. Serve l'omonima città.

## Storia
La stazione venne attivata il 25 gennaio 1872 in concomitanza con la tratta Savona-Ventimiglia della ferrovia Genova-Ventimiglia.
Dal 1901 nella vicina via Vittorio Emanuele presero a transitare le corse della tranvia Ventimiglia-Bordighera, soppressa nel 1936 e sostituita dall'attuale filovia.

## Strutture e impianti

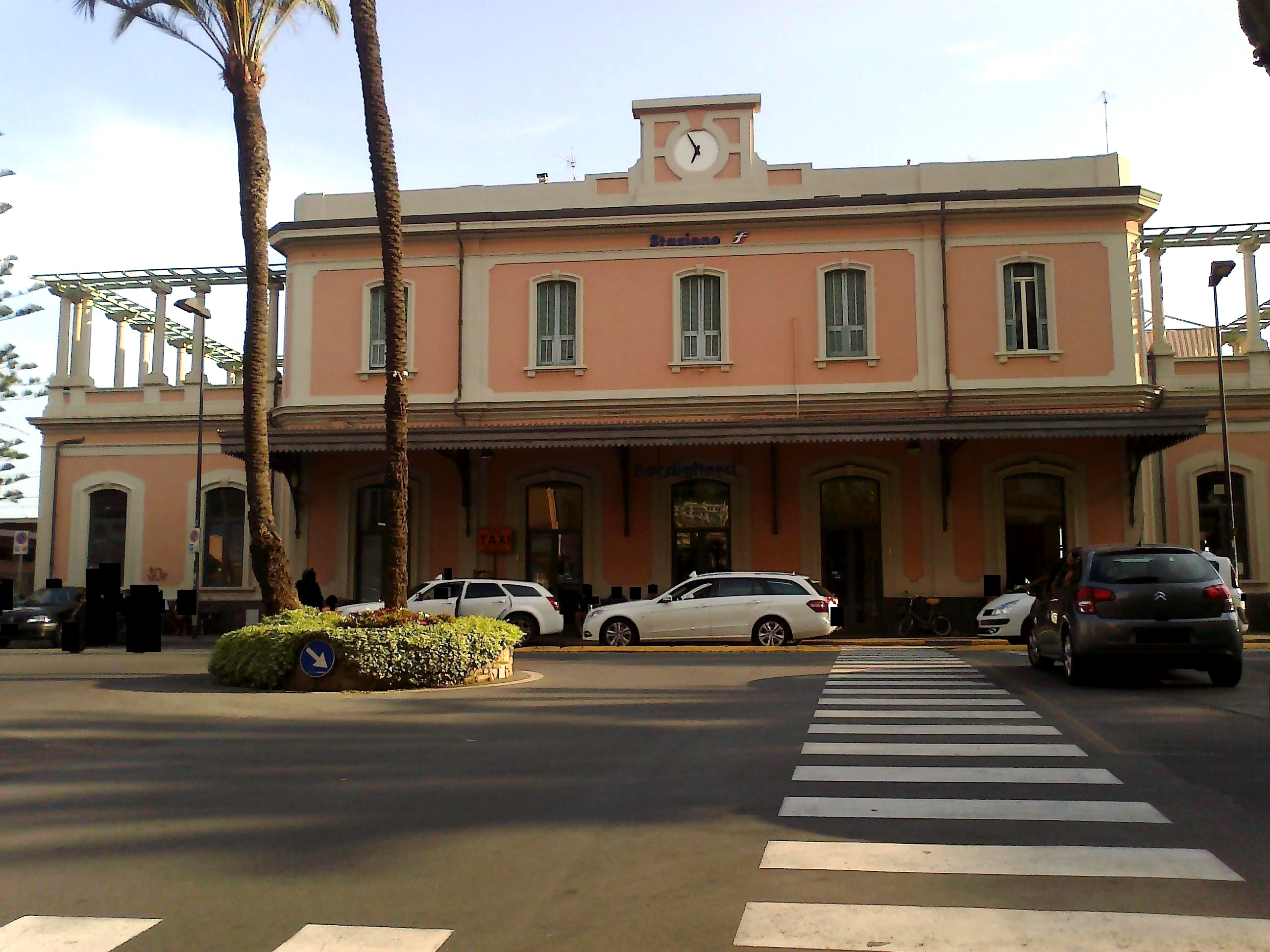
Il fabbricato viaggiatori

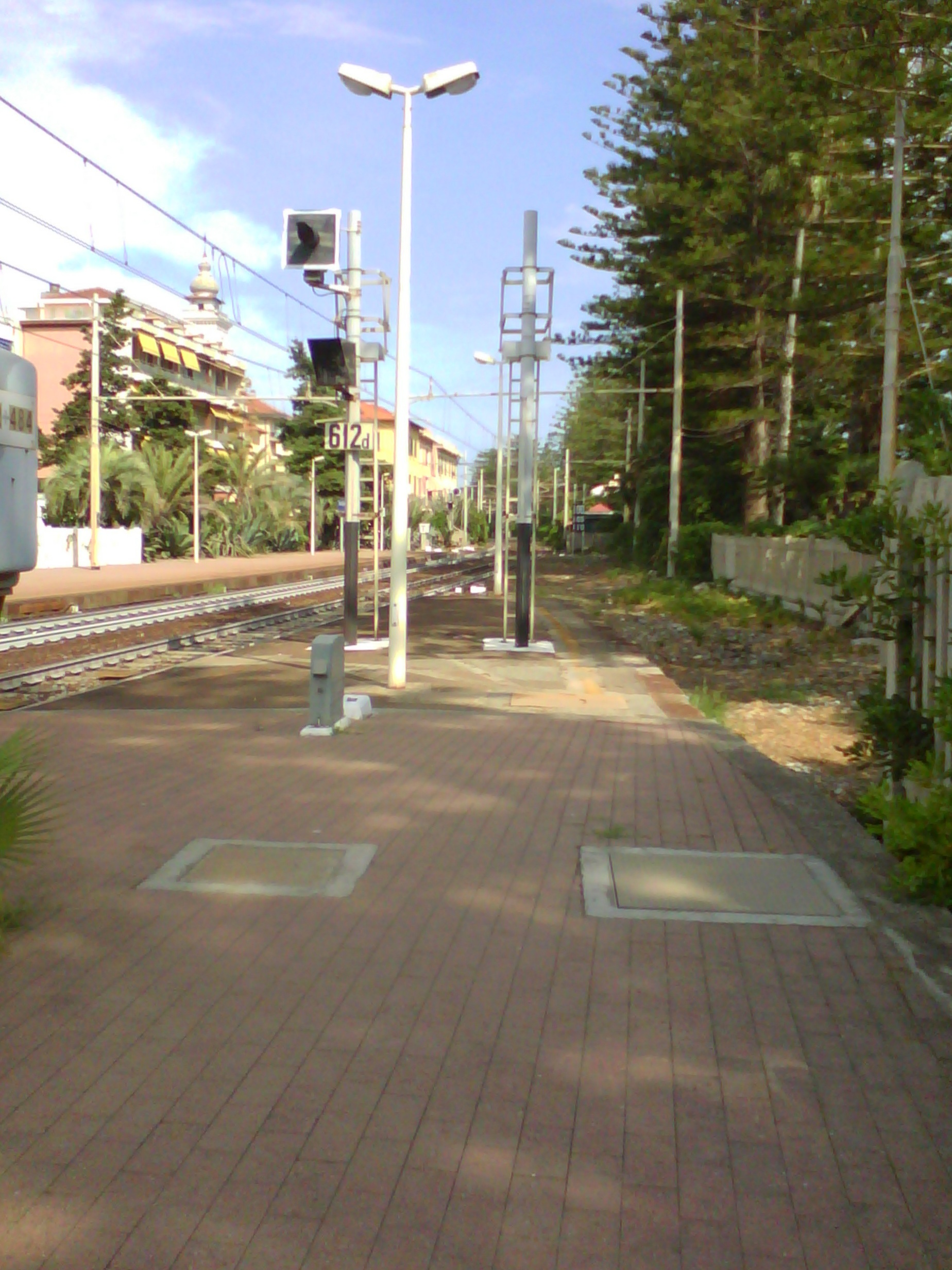
Inquadratura del lato Est della stazione

La stazione dispone di un fabbricato viaggiatori e di due banchine per il servizio passeggeri. Il piazzale binari è composto dai due binari di corsa. Il terzo binario, un tempo utilizzato per le precedenze, è stato soppresso e disarmato; lo spazio che occupava è stato impiegato per ampliare l'adiacente passeggiata lungo il mare (lungomare Argentina).

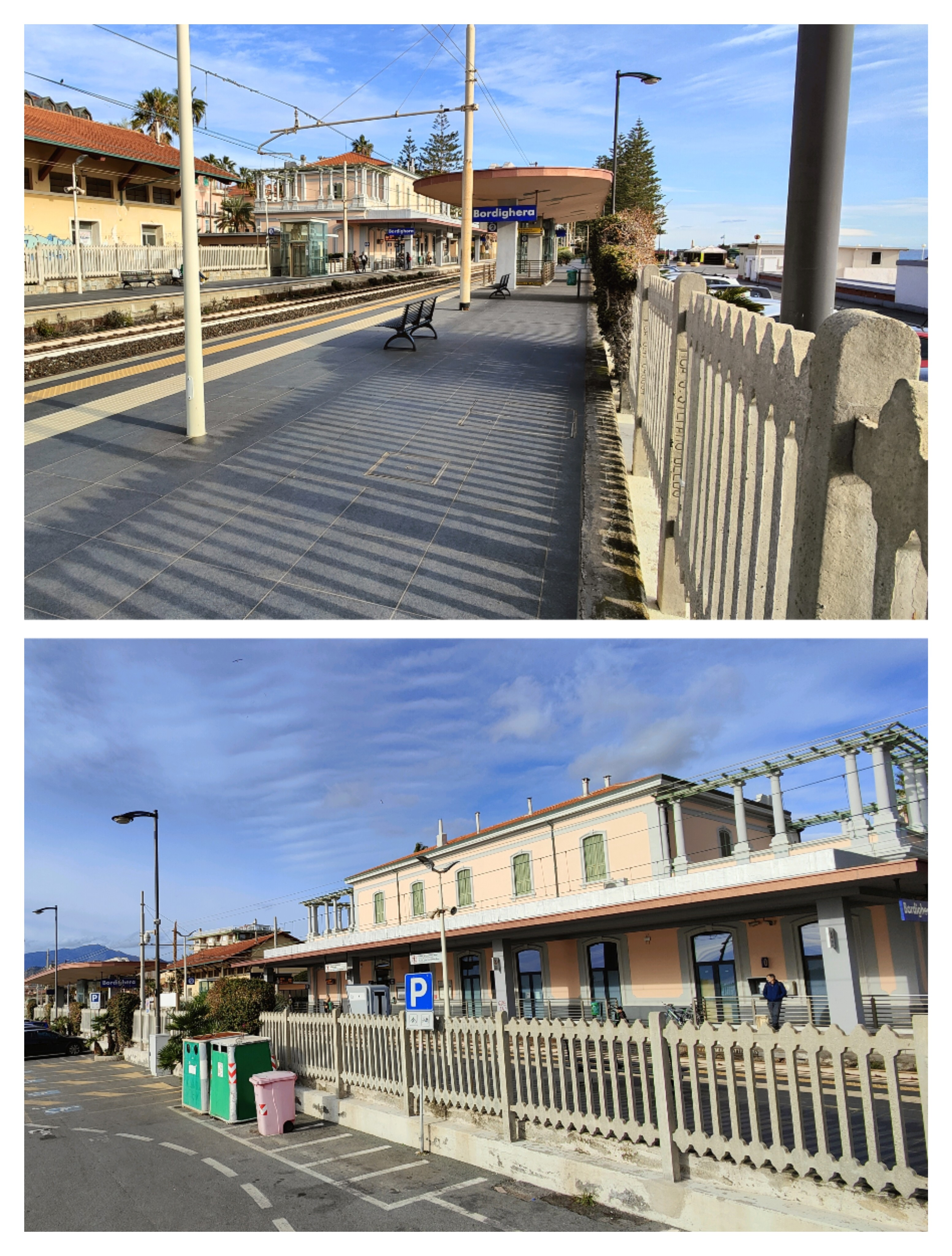
La stazione vista da lungomare Argentina con la classica staccionata di protezione in cemento

L'originario magazzino dell'ex scalo merci è ora adibito a mercato ortofrutticolo e il piazzale antistante utilizzato come parcheggio e capolinea degli autobus.

## Movimento
L'impianto è servito dai collegamenti regionali svolti da Trenitalia nell'ambito del contratto di servizio stipulato con la Regione Liguria, nonché collegamenti a lunga percorrenza effettuati anch'essi da Trenitalia; fu inoltre servito da un espresso, effettuato per conto delle RŽD, sulla relazione internazionale Riviera Express Mosca-Nizza e ritorno, fino alla sua sospensione nel 2020.
Il binario 1 viene prevalentemente usato dai treni dispari (direzione Genova), il 2 da quelli pari (direzione Ventimiglia).

## Servizi
La stazione, che RFI classifica nella categoria silver, dispone di:
- Biglietteria a sportello
- Biglietteria automatica
- Sala d'attesa
- Bar

## Interscambi
La stazione permette i seguenti interscambi:
- Fermata autobus